# Terra verde
La terra verde è un pigmento ottenuto dai minerali glauconite e celadonite o dalla decomposizione dell'augite in acido cloridrico diluito, che viene poi purificata.
Era noto già a Greci e ai Romani e fu utilizzato durante il Medioevo e il Rinascimento.
È composto principalmente da alluminosilicati di magnesio, ferro e potassio.

## Nomi alternativi
- Color di salvia
- Creta cirina
- Talco zoografico
- Teodotion
- Terra verde di Verona
- Verde appianum
- Verde calce
- Verde Cipro